# Tom Lilledal
Tom Glenn Lilledal, född 25 november 1946 i Fort Worth, Texas, död 14 januari 2007 i San Diego, var en norsk-amerikansk företagare och fotbollstränare.

## Biografi
Lilledal föddes i Texas av norska föräldrar, men familjen flyttade hem till Norge när han var barn. Som student återvände han till USA. Han studerade marknadsföring och spelade collegefotboll, blev 1970 spelande tränare och gick senare en förbundsutbildning i USA. 1977 flyttade han återigen tillbaka till Norge, och nådde där som tränare vissa framgångar, bland annat i Hamarkameratene, innan han 1980 värvades av svenska Gais. Han tränade endast Gais under en enda säsong, men hann under sin korta tid i klubben bli mycket kontroversiell, då han var mycket frispråkig om sin trupp och friskt sparkade och anlitade spelare. Han var trots detta nära att föra Gais till allsvenskan, men då han ansågs försöka styra klubben efter eget kynne, bland annat genom att försöka ta kontroll över ungdomsverksamheten, beslutade han efter långa strider med Gais ledning att lämna föreningen.
Lilledal flyttade därefter tillbaka till USA, där han var verksam inom hotellbranschen. Han avled i San Diego 2007.